# Áed Find
Áed Find o Áed Find mac Echaid (mort el 778) va ser rei dels escots de Dál Riata del 748 al 778.

## Origen
La llista genealògica dels reis de Dál Riata dona com a pare d'Áed a un altre Áed Find (el Bell), assassinat el 673, cosa que cronològicament és impossible. és més probable que Áed fos el seu besnét i fill d'Eochaid mac Echdach "Angbhaid", rei de Dál Riata entre el 726 i la seva mort el 733 esmentat després de Selbach mac Ferchair als Sincronismes de Flann Mainistreach.
En aquest context Áed Find devia ser encara molt jove quan el rei picte Óengus I va prendre el control de Dál Riata durant els anys (736-741). Sembla que va aprofitar les dificultats d'aquest últim, sobretot amb els britans del regne de Strathclyde, per restaurar el poder del Cenél Gabráin sobre Dál Riata cap al 750.

## Regnat
El Duan Albanach li atribueix un regnat de 30 anys i l'anomenen “Áodh ArdFhlaith” (Áed l'Alt Sobirà).
Els Annals d'Ulster esmenten a l'any 768 una batalla a Foirtriu entre Áed i els pictes del rei Ciniod mac Uuredech. La mort del rei l'any 778 també apareix als Annals irlandesos.
Áed Find deixarà per a la posteritat una fama de legislador. El seu llunyà successor, el rei escot dels pictes Domnall mac Ailpín, mort l'any 862, és conegut per la Crònica Picta per haver "establert entre els gaels els drets i les lleis del regne d'Edi filii Ecdach", sense que saber exactament en què va consistirexactament això.
Áed Find és succeït pel seu germà petit Fergus mac Echdach.